# Prodrom
Prodróm je medicinski izraz za dogajanje v telesu bolnika v času od konca inkubacije do prvih značilnih bolezenskih znakov. Prodromski simptom je tako tisti simptom, ki napoveduje določeno bolezen.

## Primeri
- Shizofrenija – približno 75 % bolnikov ima pred polno izraženo simptomatiko shizofrenije prodromalno stanje, ki lahko traja od nekaj mesecev do nekaj let in se dalje kaže v dveh fazah, predpsihotični in psihotični. Za predpsihotični prodrom so značilni depresivno razpoloženje, nemir in strah, za psihotični prodrom pa sprva nepopolno izraženi pozitivni simptomi (nenavadne miselne vsebine, blodnjavost, sumničavost in preganjavica, zaznavne motnje ipd.) ter kasneje popolnoma psihotični simptomi (slušne, vidne in tipne halucinacije ter motnje mišljenja).[3]
- Demenca – kot prodrom demence se lahko pojavi depresija (hkrati pa lahko že prisotna demenca predstavlja dejavnik tveganja za depresivno motnjo).[4]